# ایزو ۱۴۰۰۰
مراقب توف جعلی اینترنشنال باشید که یک سایت جعلی با هوییز ایران مورد شکایت اتحادیه توف های ایران است بازار یاب خانم پهلوان و مدیر دکتر رحمتی و شکایت های زیادی دارند
صحت این مطلب از شرکت ارزیابان کیفیت ایرانیان توف نورد سابق سوال کنید
توف ویسن
توف بورد
توف ورلد
توف گروپ
توف بریتا
و هرشرکت توف که هوییز سایت آن ایرانی باشد جعل یاست
معمولا هاست ای که این سایتهای جعلی روی آن قراردارد رایا نگار است
ایزو ۱۴۰۰۰ در ارتباط با مدیریت محیطی است و برای کمک به شرکت یا مؤسسه در به حداقل رساندن نارسایی‌ها و صدمات به محیط ( مانند تغییرات آب و هوایی مضر، مسموم کردن آب یا زمین ) با اجابت قوانین رسمی دولت‌ها و جهان در رابطه با حفظ محیط زیست می‌باشد.
ایزو ۱۴۰۰۱ یک استاندارد جهانی برای سیستم مدیریت محیطی ( EMS ) است. الزامات مورد نظر این استاندارد اقتضا می‌کند که سازمان‌هایی که زیر پوشش این استاندارد می‌روند سیاست گذاری محیطی، تعیین زیان‌های وارده بر طبیعت یا نقاطی که زیان به آن‌ها ممکن است وارد آید، طراحی و اجرای پروژه‌های محیطی برای بهبود و حفظ حیات کره زمین، تعیین وسائل و امکانات برای رسیدن به این اهداف را انجام داده و به صورت مستمر به بهبود محیط بکوشند.
ایزو ۱۴۰۰۰ بسیار به ایزو ۹۰۰۰ از نظر کیفیت و رعایت کیفیت در تولید، شباهت دارد. برای این منظور سازمان نیاز به انتشار و بسط دادن یک شیوه نامه سازمانی کنترل‌کننده کارایی و بررسی جنبه‌های محیطی کاملاً احساس می‌شود.

## خانواده ایزو ۱۴۰۰۰
خانواده استانداردهای ایزو ۱۴۰۰۰ بسیار وسیع می‌باشند ولی تنها به استانداردهای اصلی آن‌ها اشاره می‌گردد: 
- ایزو ۱۴۰۰۱ این استاندارد با خرابکاری محیطی سازمان‌ها مقابله می‌کند. این استاندارد آنقدر توانایی و انعطاف دارد که با تمام سازمان‌ها ( تولیدی تا خدماتی )در سرتاسر جهان منطبق گردد.
- ایزو ۱۴۰۰۴ این استاندارد راهنمایی برای ایزو ۱۴۰۰۱ می‌باشد و در آن شرایط و الزامات و جزئیات ایزو ۱۴۰۰۱ مورد بررسی قرار گرفته‌است. این راهنمایی‌ها برای الزامات چگونگی مدیریت زیست‌محیطی و همچنین بررسی و کنترل عملیات زیست‌محیطی به کار می‌رود.

دیگر زیر شاخه‌ها: 
- سری ایزو ۱۴۰۲۰: برچسب‌های محیطی
- ایزو ۱۴۰۳۰: به بحث در مورد بررسی نتایج و عواقب تولید محصولات می‌پردازد
- ایزو ۱۴۰۳۱: ارزیابی شرایط محیطی
- سری ایزو ۱۴۰۴۰ ( ایزو ۱۴۰۴۰ تا ۱۴۰۴۴ ) ارزیابی چرخه حیات که به بحث در مورد زمینه‌های مدیریت محیطی می‌پردازد.
- ایزو ۱۴۰۵۰: واژه نامه و تعاریف
- ایزو ۱۴۰۶۲: به بحث دربارهٔ ایجاد بهبود در محیط می‌پردازد
- ایزو ۱۴۰۶۳: این ایزو به ایزو ۱۴۰۲۰ الحاق شده‌است و دربارهٔ عواقب و تأثیرات محیطی می‌پردازد.
- ایزو ۱۴۰۶۴ شماره یک سال ۲۰۰۶: مربوط به گازهای گلخانه‌ای - تعارف و راهنماهایی برای دفع و نابودی گازهای گلخانه‌ای ارائه می‌دهد.
- ایزو ۱۴۰۶۴ شماره دو سال ۲۰۰۶: مربوط به گازهای گلخانه‌ای
- ایزو ۱۴۰۶۴ شماره سه سال ۲۰۰۶: مربوط به گازهای گلخانه‌ای - مربوط به راهنمایی‌هایی در زمینه ارزیابی و تشخیص اظهارنامه گازهای گلخانه‌ای
- ایزو ۱۹۰۱۱ این ایزو به تبیین قوانین ممیزی برای هر دو نوع ایزو ۱۴۰۰۰ و ۹۰۰۰ می‌پردازد. این ایزو جایگزین ایزو ۱۴۰۰۱ شده‌است.